# Opipramol
Opipramol (Insidon, Pramolan, Ensidon, Oprimol) je antidepresiv i anksiolitik koji se koristi u nizu Evropskih zemalja. Mada je on član porodice tricikličnih antidepresanata, primarni mehanizam dejstva se znatno razlikuje. On nije inhibitor preuzimanja nego deluje kao agonist sigma receptora, pored drugih osovina.

## Indikacije
Opipramol se tipično koristi u lečenju generalizovanog anksioznog poremećaja. Njegovo dejstvo postaje uočljivo nakon 1-2 nedelje hronične upotrebe. Na početku primene, opipramol ima znatno sedativno dejstvo usled njegovih antihistaminskih osobina, ali taj efekat postaje manje promenentan sa vremenom.

## Spoljašnje veze
Mediji vezani za članak Opipramol na Vikimedijinoj ostavi

|  | Molimo Vas, obratite pažnju na važno upozorenje u vezi sa temama iz oblasti medicine (zdravlja). |